# Manuel Camacho (actor)
Manuel Ángel Camacho Mohedano (Villanueva de Córdoba, España, 17 de junio de 2004) es un actor español. Ha sido nominado al Premio Goya al mejor actor revelación por la película Entrelobos en donde interpreta a Marcos Rodríguez Pantoja, papel que consiguió tras presentarse a las audiciones un total de 206 niños.

## Filmografía
| Año  | Título              | Papel                    | Valoración Sensacine            | Notas                                                               |
| ---- | ------------------- | ------------------------ | ------------------------------- | ------------------------------------------------------------------- |
| 2010 | Entrelobos          | Marcos Rodríguez Pantoja | 2,7/5 sobre la base de 5 medios | Nominado al premio Goya al mejor actor revelación en su XXV edición |
| 2015 | Hermanos del viento | Lukas                    | 2,7/5 sobre la base de 7 medios |                                                                     |